# Manade Raynaud
La manade Raynaud est un élevage de taureaux de Camargue, fondée en 1904, par Mathieu Raynaud. Les couleurs de la devise sont le rouge et le bleu. Elle a successivement été dirigée par Mathieu Raynaud, son fils Joseph Raynaud, ses petits-fils Casimir et Jacques Raynaud, puis par Marcel, Jean et Frédéric Raynaud.

## Historique
Mathieu Raynaud achète la manade Papinaud et ses taureaux Estella et Pantero en 1904. Son fils Joseph Raynaud lui succède en 1922, puis ses petits-fils Jacques et Casimir Raynaud en 1945. La manade fête son centenaire en 2004.

## Palmarès
Le taureau Régisseur est élu Biòu d'or en 1957.
Le taureau Ratis de la manade est élu Biòu d'or en 2013.